# Палькевичі
Палькевичі (рос. Палькевичи) — присілок в Хвастовицькому районі Калузької області Російської Федерації.
Населення становить 32 особи. Входить до складу муніципального утворення Село Кудрявець.

## Історія
Від 2004 року входить до складу муніципального утворення Село Кудрявець

## Населення
| 2002 | 2010 |
| ---- | ---- |
| 78   | ↘32  |